# 라일 왜거너
라일 웨슬리 왜거너(영어: Lyle Wesley Waggoner, 1935년 4월 13일 ~ 2020년 3월 17일)는 미국의 배우, 조각가, 모델, 사회자, 여행 트레일러 판매원이다. 1970년대 TV 드라마 《원더우먼》 시리즈의 스티브 트레버 역으로 잘 알려져 있다. 2020년 3월 17일 웨스트레이크빌리지 자택에서 암으로 별세했다.

## 출연 작품

### 영화
- Zero to Sixty (1978)
- 살인특급 (1989, Murder Weapon)
- 모델 광살 (1991, Dead Women in Lingerie)
- Wizards of the Demon Sword (1991)

### 텔레비전
- 원더우먼 (1976-79)
- 사랑의 유람선 (1979, 1982)
- 꿈꾸는 낙원 (1980, 1981, 1983)
- 제시카의 추리극장 (1991, 1993)
- 시빌 (1995)
- 요절복통 70쇼 (1999)